# Hugh Dykes, Baron Dykes

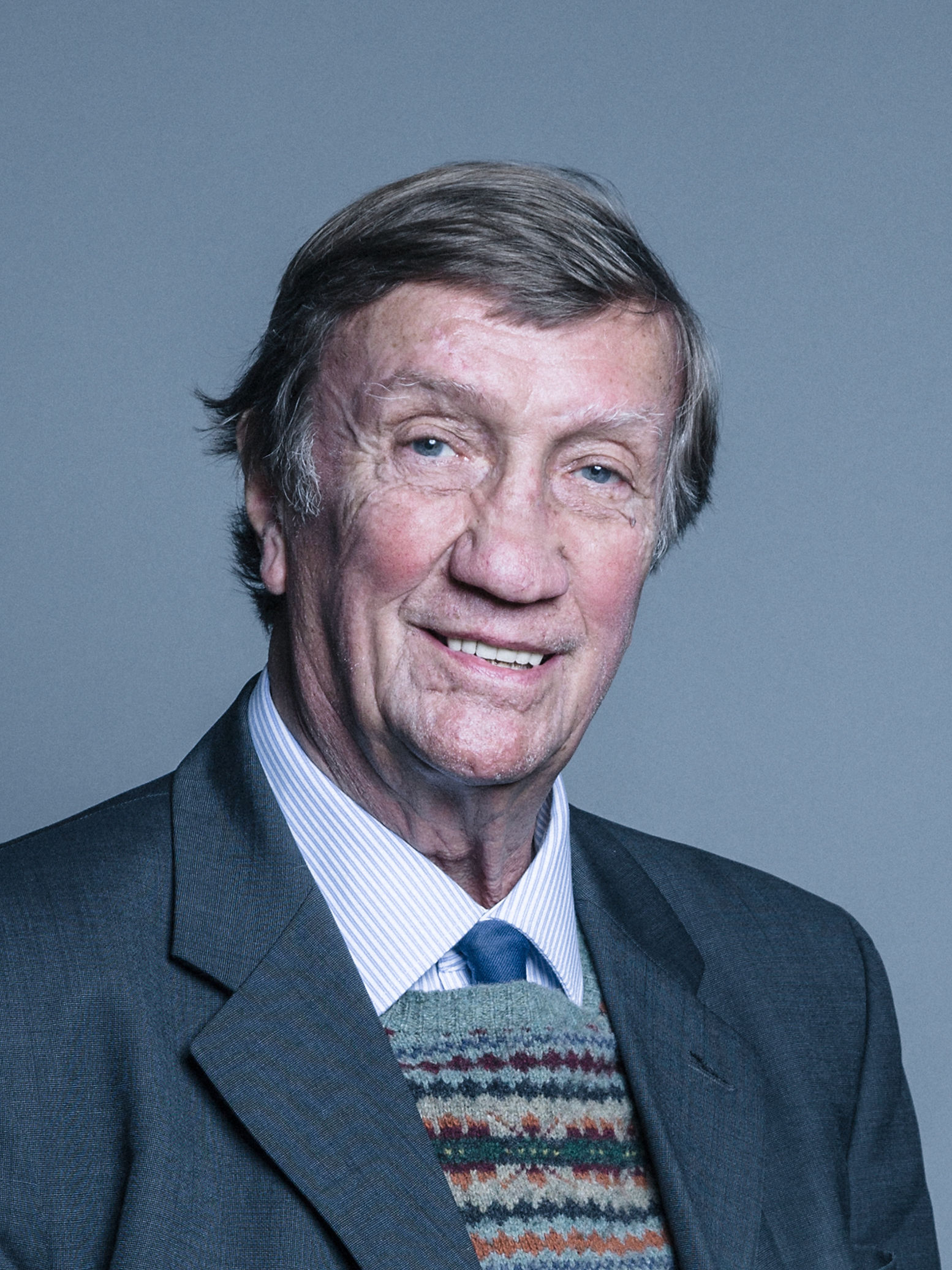
Hugh Dykes, Baron Dykes

Hugh John Maxwell Dykes, Baron Dykes (* 17. Mai 1939) ist ein britischer Politiker.

## Leben
Dykes besuchte die Grammar School in Weston-super-Mare und studierte am Pembroke College der Universität Cambridge. Er arbeitete in der Folgezeit als Börsenmakler. 1966 heiratete er Susan Margaret Smith, mit der er drei Söhne hat. Im Jahre 2000 wurde die Ehe geschieden.
Dykes zog 1970 als Abgeordneter der Conservative Party im Wahlkreis Harrow East in das House of Commons ein und war bis 1997 im Parlament. Von 1974 bis 1977 war er außerdem im Europäischen Parlament. Er war während seiner Zeit im Parlament unter Edward Heath Verteidigungsminister und gehörte dem Cabinet Office an.
Nach seiner parteiinternen Niederlage gegen Kenneth Clarke im Jahr 1997 schloss sich Dyke den Liberal Democrats an. Schon ein Jahr nach seinem Parteieintritt wurde er Berater von Paddy Ashdown in europapolitischen Angelegenheiten.
2004 wurde er als Baron Dykes, of Harrow Weald in the London Borough of Harrow, zum Life Peer erhoben und ist seither Mitglied des House of Lords. Er wurde daraufhin der außenpolitische Sprecher der Liberal Democrats im House of Lords. 2015 trat er aus der Fraktion der Liberal Democrats aus und schloss sich 2016 den Crossbenchers an.
Er war auch Vizepräsident der Deutsch-Britischen Gesellschaft.

## Ehrungen
- Großes Bundesverdienstkreuz (Deutschland, 1992)[3]
- Medaille pour l’Europe (Luxemburg, 1993)
- Chevalier des Ordre national du Mérite (Frankreich, 1994)
- Chevalier der Ehrenlegion (Frankreich, 2003)